# Wilkins Mountains
Wilkins Mountains är ett berg i Antarktis. Det ligger i Västantarktis. Argentina, Chile och Storbritannien gör anspråk på området. Toppen på Wilkins Mountains är 909 meter över havet.
Terrängen runt Wilkins Mountains är kuperad österut, men västerut är den platt. Terrängen runt Wilkins Mountains sluttar österut. Trakten är obefolkad. Det finns inga samhällen i närheten.